# L'Axe du loup

L'Axe du loup : de la Sibérie à l'Inde sur les pas des évadés du goulag est un récit de voyage de Sylvain Tesson, inspiré de celui, à la véracité contestée, de Sławomir Rawicz, The long walk (À marche forcée) (1956). Publié en 2004, il constitue le premier ouvrage dont Sylvain Tesson est l'auteur unique. 
Ce voyage a fait l’objet, en 2005, d’un album photographique : Sous l’étoile de la liberté. Six mille kilomètres à travers l’Eurasie sauvage.

## Résumé
De mai 2003 à janvier 2004, l'auteur refait le chemin des évadés du Goulag, selon « l'axe du loup », du nord sibérien au sud indien, tel que rapporté dans le livre À marche forcée de Sławomir Rawicz. Il s'agit de mettre fin à la controverse sur la véracité du récit,.
Sylvain Tesson part de Iakoutsk en Sibérie, prison sans barrières à l'époque du Goulag, peuplée de déportés, d'où les évadés s'en remettaient au « procureur vert ». Il progresse en suivant le lit de la Léna, parle tout haut et frappe sur sa gamelle pour éloigner les ours. Il traverse tout de même un marais en véhicule tout-terrain puis achète un vélo et parvient à rejoindre le lac Baïkal. La nuit, il se réveille toutes les deux heures pour alimenter son feu.
En Mongolie, il achète un cheval pour parcourir le désert de Gobi. Il rachète un vélo pour le Gobi chinois. Il traverse le Tibet, parfois à plus de 5 000 m, et termine son voyage de huit mois à Calcutta en Inde, terme du périple des évadés du totalitarisme soviétique, « l'axe du loup ».
Au Tibet, Tesson se joint à trois moines qui se rendent à pied à Lhassa . Il y retrouve l'exploratrice Priscilla Telmon (qui traverse l'Himalaya à pied) pour franchir avec elle le Sikkim et gagner Calcutta en Inde. Selon ses mots, elle « surgit, belle, tannée par le chemin, révélée par l’effort, taillée comme une louve » (p. 187).
L'auteur fait part de ses rencontres avec la population, dont certains descendants d'évadés du goulag, tout en livrant des réflexions personnelles sur la société ou les paysages.

## Conclusions
L'expérimentation de Sylvain Tesson prouve l'accessibilité de l'Inde par le Nord, en dépassant les difficultés géographiques et les axes historiques eurasiatiques.
Pour l'auteur, l’aventure est plausible dans son ensemble mais comporte des anomalies absolues, comme « dix jours sans boire dans le Gobi ».

## Accueil critique
Pour l'historien Florian Moine, L'Axe du loup est « probablement le récit de voyage le plus ambitieux de Sylvain Tesson : la traversée du continent eurasiatique du nord au sud ».

## Inspiration
Le voyage de Tesson sert à la réalisation du film documentaire Les Chemins de la liberté, coréalisé en 2004 par Nicolas Millet et Sylvain Tesson.
Une version abrégée de L'Axe du loup accompagnée de photographies de Thomas Goisque est publiée par Tesson sous le titre Sous l’étoile de la liberté. Six mille kilomètres à travers l’Eurasie sauvage chez Arthaud en 2005.
Virgile Dureuil s'inspire de l'ouvrage de Tesson pour composer un roman graphique éponyme.

## Éditions
- 2004 : L'Axe du loup : de la Sibérie à l'Inde sur les pas des évadés du Goulag, éditions Robert Laffont ; rééd. L'Axe du loup, Pocket, 2007, 288 p. (ISBN 978-2-2661-5718-6)

## Autres lectures
- Angélique Prick, Le Nord imaginaire dans quelques œuvres de Sylvain Tesson, thèse de maîtrise en littérature française, université de Tromsø, mai 2014
- Yves Hivert-Messeca, Je marche donc je suis…celui qui marche devant moi
- Henri Dorion, L'autre Russie
- Benjamin Hoffmann, Posthumous America
- Ariane Chemin, Robert Ménard, le grain de sable des JO, 8 avril 2008, Le Monde.